# Anteris perplexa
Anteris perplexa är en stekelart som först beskrevs av Jean-Jacques Kieffer 1908.  Anteris perplexa ingår i släktet Anteris och familjen Scelionidae. Inga underarter finns listade i Catalogue of Life.